# 臺北市政府公務人員訓練處

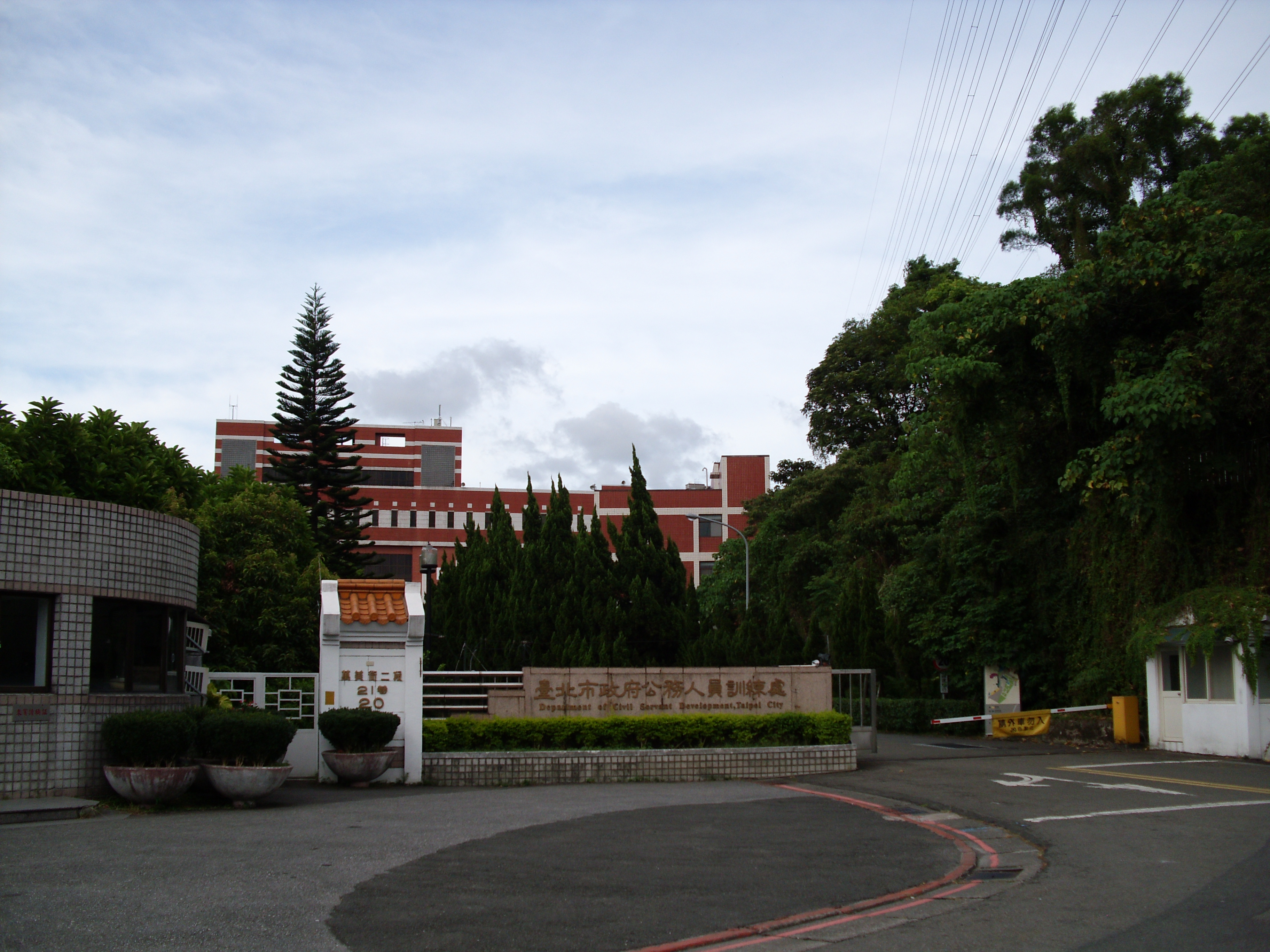
臺北市政府公務人員訓練處入口

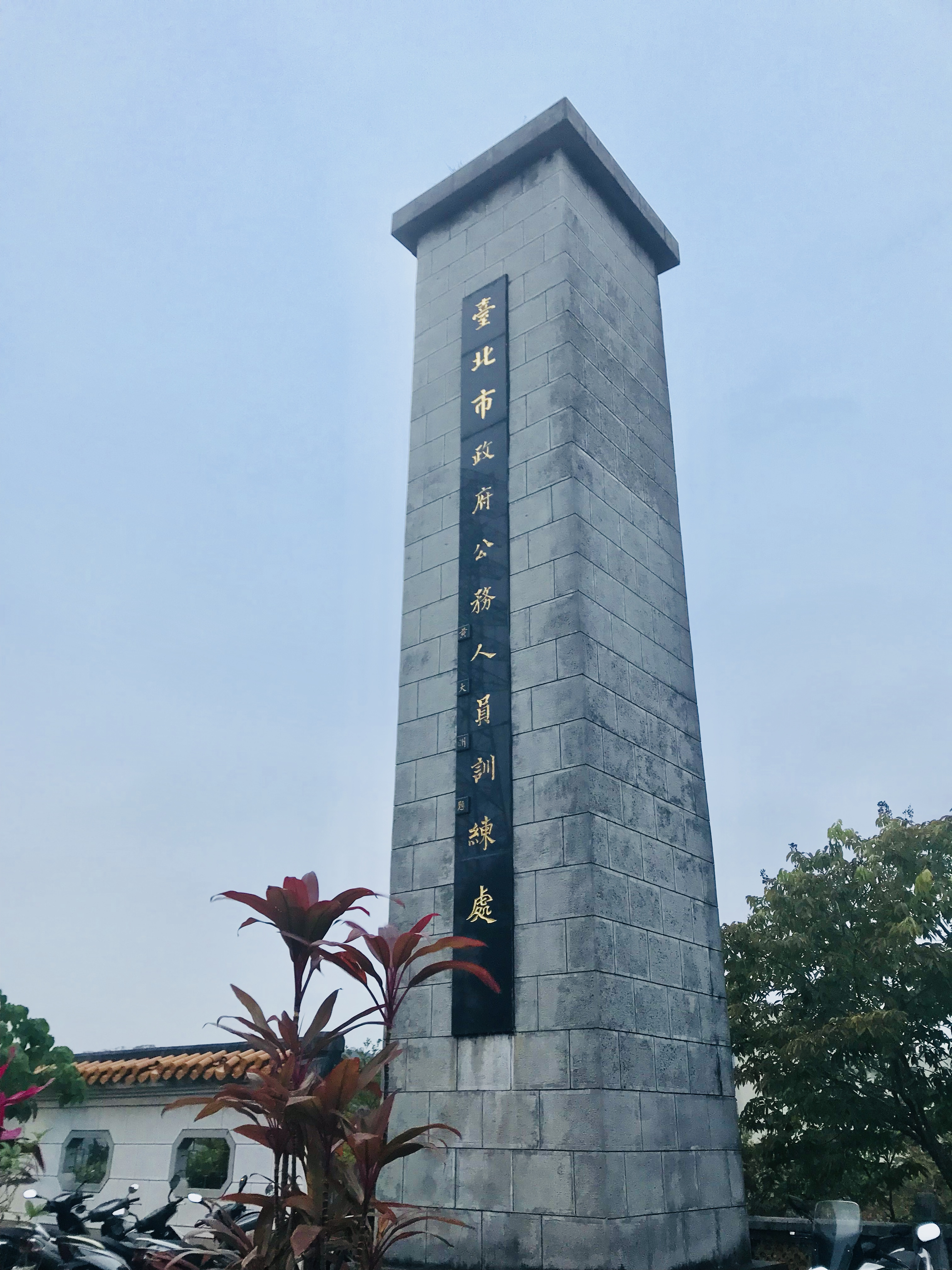
公務人員訓練處入口石柱

臺北市政府公務人員訓練處，簡稱公訓處，是臺北市政府所屬的一級機關，1971年成立，負責市府所屬公務人員各項在職與職前訓練，兼具教學、研究、會議等多重功能。

## 歷史演變
- 1967年7月臺北市改制為院轄市，為增進所屬公務人員專業知能，鼓舞工作熱忱，加強便民服務，提高行政績效起見，在市府訓練機構未成立之前，有關公務人員在職訓練由人事處負責辦理，旋即於同年10月暫行編組「公務人員訓練(進修)班」，並假臺北市立成功高級中學大禮堂為訓練場所，辦理市府公務人員在職訓練。
- 1971年1月15日，奉行政院核定「臺北市公務人員訓練班組織規程」，經編列預算，由市撥款350萬元，配合臺北市立成功高級中學興建體育館3層大樓時，撥建1層為訓練班班址，並於同年9月20日正式成立「臺北市公務人員訓練班」，直屬市府，由市長兼任班主任。
- 1973年7月16日，市府奉令辦理健全組織功能作業，「臺北市公務人員訓練班」修正編制改隸人事處，置十職等專任班主任，班址仍設於臺北市立成功高級中學體育館1樓，辦理通勤訓練。
- 1979年1月25日，奉行政院核定，改制成立「臺北市政府公務人員訓練中心」，為市府一級機關，由市長、人事處處長兼任中心主任、副主任，置專任教育長綜理中心業務，並開始辦理住班訓練。同年年初，由市長李登輝親自督導規劃，於文山區140高地（即現址）興建專用場地。
- 1982年7月，配合140高地專用場地落成，遷至現址，並擴大辦理住班訓練。
- 1989年3月16日，奉行政院核定，修正組織編制，置簡任十二職等專任主任，綜理中心業務；置副主任，襄助主任處理中心業務；下設教務組、輔導組（現改制為綜合企劃組）、總務組。
- 2007年9月11日，配合《地方行政機關組織準則》之規定，改為「臺北市政府公務人員訓練處」。

## 組織架構

### 處本部
- 處長
- 副處長
- 主任秘書

### 內部單位
- 教務組：年度訓練計畫之擬訂執行、學員管理、課程推廣、訓練追蹤及其他有關教務事項。
- 綜合企劃組：政策規劃、資訊、圖書管理、研究發展、公關行銷、文宣出版品、研考、新聞聯繫、客服及不屬其他組室等事項。
- 總務組：庶務、出納、文書、學員伙食、宿舍管理、醫務、環境衛生及其他有關總務事項。
- 會計室：依法辦理歲計、會計及統計事項。
- 人事機構：依法辦理人事管理事項。

## 歷任首長
| 任次                             | 姓名                             | 任期                             | 備註                             |
| 臺北市政府公務人員訓練中心教育長 | 臺北市政府公務人員訓練中心教育長 | 臺北市政府公務人員訓練中心教育長 | 臺北市政府公務人員訓練中心教育長 |
| -------------------------------- | -------------------------------- | -------------------------------- | -------------------------------- |
|                                  | 傅占闓                           |                                  |                                  |
| 臺北市政府公務人員訓練中心主任   |                                  |                                  |                                  |
|                                  | 傅占闓                           |                                  |                                  |
|                                  | 劉初枝                           |                                  |                                  |
|                                  | 顧燕翎                           |                                  |                                  |
|                                  | 李錫津                           |                                  |                                  |
|                                  | 顧燕翎                           |                                  |                                  |
|                                  | 劉寶貴                           |                                  |                                  |
| 臺北市政府公務人員訓練處處長     |                                  |                                  |                                  |
| 1                                | 劉寶貴                           |                                  |                                  |
| 2                                | 孔繁亞                           |                                  |                                  |
| 3                                | 潘家森                           |                                  |                                  |
| 4                                | 曲兆祥                           |                                  |                                  |
| 代理                             | 林芳如                           |                                  |                                  |
| 5                                | 周台竹                           | 2021年4月6日—2022年12月24日      |                                  |
| 6                                | 何雅娟                           | 2022年12月25日                   | 現任                             |

## 外部連結
- 臺北市政府公務人員訓練處 （页面存档备份，存于）（中文）（英文）